# 木内秀信
木内 秀信（きうち ひでのぶ、1969年〈昭和44年〉2月5日 - ）は、日本の男性声優。兵庫県神戸市出身。大沢事務所所属。

## 来歴
小さい頃から親、親戚に連れられて舞台、映画を観る機会が多く仲間ともよく行ったりしていた。
関西出身のため吉本新喜劇のような芝居を観ていたが、ごく普通の芝居は高校生になるまで観ていなかった。課外授業の一環として連れて行かれた舞台を観て感銘を受けて舞台を見るようになり、芝居に興味を持ち始める。
感動を受ける側から与える側になりたいと思うようになり、大学の演劇科を受験したが、実技試験で落ちた。
その時に試験で仲良くなった人物達から「演劇やるなら東京だよ」とアドバイスを受けて神戸から上京。19歳の時から舞台俳優として活動していた。
高校卒業後は小劇団に通っていたが、大学受験で知り合って同じ思いを持つ仲間が立ち上げた劇団に入り、劇団員になる。
劇団解散後はフリーで演劇をしていたが、22〜3歳の頃、ある芝居に客演で出演させてもらった時に知り合った先輩がアニメーション関連の会社を立ち上げたことがきっかけで、声優の仕事をするようになった。
『テニスの王子様』の忍足侑士役で人気が出る。忍足侑士名義で2004年10月15日にリリースしたシングル『眼鏡をはずす夜』は、オリコンウィークリーチャートで11位になっている。同曲中に出てくる「煙るタワー」というフレーズのタワーは六本木ヒルズのことを示す。
フリーを経て、2013年から大沢事務所所属。
2025年、第19回声優アワードにて、助演声優賞を受賞。

## 人物
- 愛称は「秀兄ぃ」「きうっさん」など。髭が特徴であり、置鮎龍太郎からは「ヒゲ」と呼ばれている。
- 『家庭教師ヒットマンREBORN!』の笹川了平、『テニスの王子様』の忍足侑士など、自身の担当キャラクターのキャラクターソングの作詞および作詞作曲を数多く手掛けている[11][12]。また、忍足の所属するユニット『眼鏡's』『メガネ☆セブン』では全ての楽曲の作詞作曲を手掛けており[11][12]、ギャグ性が強くキャラクターに沿わせた歌詞が多く見られる。
- 置鮎龍太郎とは自身のブログでプライベートや仕事関係などでよく供にしているほど仲が良い。他に津田健次郎、楠大典、『家庭教師ヒットマンREBORN!』で共演している声優たち（ニーコなど）とも親交がある。
- 自身の公式サイトを長らく休止していたが、2009年11月にリニューアルオープンし、ブログを再開。
- 趣味はキャンプ、旅[2]。特技は日曜大工[2]。

## 出演
太字はメインキャラクター。

### テレビアニメ
1996年
- こちら葛飾区亀有公園前派出所（1996年 - 2004年、亀田則正、竜千士氷、万念、土方歳三、ムスタング刑事、怪盗707号、シブチンスキー、クロコダイル刑事、富士大和、Dr.マヒマヒ 他）

1997年
- こどものおもちゃ（1997年 - 1998年、沖、局長）

1998年
- 発明BOYカニパン（怪獣）
- るろうに剣心 -明治剣客浪漫譚-（白 / 白尉）

1999年
- ごぞんじ!月光仮面くん（きららの父）
- HUNTER×HUNTER（第1作）（マジタニ、手下、賞金稼ぎ、バショウ 他）

2000年
- 陽だまりの樹（佐野竹之助、清吉）
- ビックリマン2000（発砲首領）
- ドキドキ♡伝説 魔法陣グルグル（盗賊、村人、ガッテス、ズンデ 他）

2001年
- 遊☆戯☆王デュエルモンスターズ（カード店店主）
- 格闘料理伝説ビストロレシピ（コンソメタル、グリンベレ、ピザゴースト、ロールハイド、にくみソナー 他）
- キャプテン翼（2001年 - 2002年、三杉の父、バルバス監督、シュナイダーの父、ブント、協会会長 他）
- 真・女神転生デビチル（アゼル、インドラ、エクスシア）
- テニスの王子様（2001年 - 2022年、布川公義、忍足侑士、河村の父、審判、駅員 他） - 3シリーズ
- Dr.リンにきいてみて!（月丘エディ）
- バンパイヤン・キッズ（トカゲ）

2002年
- 満月をさがして（山川部長、筋肉くん2）
- ホイッスル!（佐藤成樹、父親、警官）

2003年
- GUNSLINGER GIRL（ジョゼ）
- 真・女神転生Dチルドレン ライト&ダーク（ダイダラボッチ）
- ボンバーマンジェッターズ（2002年 - 2003年、農場主、ダンゴ、肉マンボンバー、シルバーボンバー、Dr.ガスケッツ）

2004年
- 愛してるぜベイベ★★（片倉栄一、祖父、担任 他）
- MONSTER（2004年 - 2005年、テンマ、客D、部下A、学生C、ウェイター）
- 遊☆戯☆王デュエルモンスターズGX（SAL、氷丸、カオス・ソーサラー）
- レジェンズ 甦る竜王伝説（ゴブリン、隊員、イエティ 他）

2005年
- 韋駄天翔（ゼンタロウ 他）
- おくさまは女子高生（三吉）
- おねがいマイメロディ（2005年 - 2009年、王様、マコりん、ダークパワーの精、小次郎、ダー大臣 他） - 4シリーズ
- capeta（三浦、桃太郎の父、CM監督 他）
- CLUSTER EDGE（エマタイト・ラムスベック）
- シュガシュガルーン（魔界通販のジョー、元老院、監督、アキラの父 他）
- ピーチガール（東寺ヶ森一矢）
- ロックマンエグゼBEAST（ゾアノゲートマン）

2006年
- Ergo Proxy（局員）
- 家庭教師ヒットマンREBORN!（笹川了平）
- ケモノヅメ（桃田俊彦）
- DEATH NOTE（宇生田広数）
- NANA（2006年 - 2007年、本城蓮）
- まもって!ロリポップ（八雲）
- 妖怪人間ベム（助手）
- ONE PIECE（ネロ）

2007年
- 彩雲国物語（藍龍蓮）
- シグルイ（友六）
- DARKER THAN BLACK -黒の契約者-（2007年 - 2009年、黒〈ヘイ〉 / 李舜生）
- Devil May Cry（ポール）
- ポケットモンスター ダイヤモンド&パール（ケンゾウ）
- まじめにふまじめ かいけつゾロリ（ショー）
- 魔人探偵脳噛ネウロ（笛吹直大）
- メイプルストーリー（バロー、バーフィー）

2008年
- チーズスイートホーム（お父さん）
- 魍魎の匣（関口巽）
- 薬師寺涼子の怪奇事件簿（泉田準一郎）
- 遊☆戯☆王5D's（雑賀）

2009年
- 青い文学シリーズ「走れメロス」（高田寛八）
- 獣の奏者 エリン（ヤントク）
- ジュエルペット（2009年 - 2015年、キング、紅玉光夫、セージ、桜、ひなた父、レースアナ） - 6シリーズ
- 07-GHOST（フェア＝クロイツ（ファーザー））
- 蒼天航路（郭嘉）
- 夏目友人帳 シリーズ（2009年 - 2012年、鉈を持った妖怪、悪霊、ミカゲ） - 2シリーズ
- チーズスイートホーム あたらしいおうち（お父さん、あしいっぱい犬、犬）
- 鋼の錬金術師 FULLMETAL ALCHEMIST（キング・ブラッドレイ〈青年〉）
- RIDEBACK -ライドバック-（片岡龍之介）

2010年
- 家庭教師ヒットマンREBORN!（ナックル）
- 極上!!めちゃモテ委員長 セカンドコレクション（夏目力）
- はなかっぱ（2010年 - 、お父さん〈ひまごろう〉、たなかせんせい、大たこ、大くも、怪魚、チョウ、シカのおじいさん 他）
- RAINBOW-二舎六房の七人-（大学生）

2011年
- GOSICK -ゴシック-（グレヴィール・ド・ブロワ）
- ひめチェン!おとぎちっくアイドル リルぷりっ（はだかの王様）

2012年
- 頭文字D Fifth Stage（2012年 - 2013年、北条豪）
- エウレカセブンAO（ゲオルグ）
- 超訳百人一首 うた恋い。（藤原道雅）
- HUNTER×HUNTER（第2作）（フランクリン、蛭）

2013年
- 銀河へキックオフ!!（エイジル）
- ダンボール戦機WARS（大門ジョセフィーヌ、マックス・ポッター、スワローのマスター）
- ぢべたぐらし あひるの生活（ハゲコウおじさん）
- たまごっち! シリーズ（2013年 - 2014年、パパコフレっち） - 2シリーズ
- NARUTO -ナルト- 疾風伝（2013年 - 2014年、うちはシスイ、鳩助）
- はじめの一歩 Rising（デビッド・イーグル）

2014年
- アイカツ!（師範）
- ジョジョの奇妙な冒険 スターダストクルセイダース（ホル・ホース）
- ソードアート・オンラインII（倉橋）
- テラフォーマーズ（2014年 - 2016年、小町小吉） - 2シリーズ
- ドラゴンコレクション（ドック・ロー）
- フューチャーカード バディファイト（2014年 - 2017年、キャッスル店長、土合突男、貫目青鬼、走り屋 エリゴス、ブーメランドラゴン、絢爛朱雀 / 六角嵐王 ヴァリアブルコード） - 4シリーズ
- マギ（アールマカン）
- 魔法科高校の劣等生（2014年 - 2020年、千葉寿和） - 2シリーズ

2015年
- 牙狼〈GARO〉-炎の刻印-（ルシアーノ・グスマン）
- GANGSTA.（バリー・アボット）
- 血界戦線（ベンジャミン・マクベス）
- コンクリート・レボルティオ〜超人幻想〜（赤光）
- VENUS PROJECT -CLIMAX-（勇の父）
- 名探偵コナン（2015年 - 2021年、薬丸麻薬取締官、唐橋英輔、赤池直哉）

2016年
- クロムクロ（武隈先生）
- コンクリート・レボルティオ〜超人幻想〜THE LAST SONG（赤光）
- 灰と幻想のグリムガル（ハヤシ）
- ふうせんいぬティニー（ブルドッグ警察官）
- ルパン三世 PART IV（神父）

2017年
- 鬼平（小柳安五郎）
- エルドライブ【ēlDLIVE】（ベラルゴ）
- フューチャーカード バディファイトX（キャッスル店長）
- オトッペ（フレイミー、ウッドウッド、ブックラーノ）
- 牙狼〈GARO〉-VANISHING LINE-（ダミアン）

2018年
- ヴァイオレット・エヴァーガーデン（ディートフリート・ブーゲンビリア）
- 七つの大罪 シリーズ（2018年 - 2019年、フラウドリン） - 2シリーズ
- 若おかみは小学生!（関正次）
- 京都寺町三条のホームズ（上田、雲生、菊池）
- Free!-Dive to the Future-（ミハイル）
- 悪偶 -天才人形-（李剛）
- ユリシーズ ジャンヌ・ダルクと錬金の騎士（ジラール）

2019年
- イナズマイレブン オリオンの刻印（稲森真人 / ウラジミール）
- コップクラフト（ケビン・ランドル）

2020年
- はてな☆イリュージョン（ブライアン）
- LISTENERS リスナーズ（レザボア）
- BORUTO-ボルト- NARUTO NEXT GENERATIONS（キリサキ）

2021年
- EX-ARM エクスアーム（神父）
- テスラノート（鳥海賢介、鳩時計の鳩）
- takt op.Destiny（西中央支部長）
- 大正オトメ御伽話（綾の父）

2022年
- デリシャスパーティ♡プリキュア（2022年 - 2023年、和実ひかる）

2023年
- 異世界のんびり農家（クロ）
- 君は放課後インソムニア（丸太の父）

2024年
- 魔女と野獣（ルーベン）
- 僕のヒーローアカデミア（イーサン）

2025年
- サラリーマンが異世界に行ったら四天王になった話（ブタガリアン）
- 宇宙人ムームー（天空橋わたる）
- Aランクパーティを離脱した俺は、元教え子たちと迷宮深部を目指す。（ニーベルンの父）
- えぶりでいホスト（おこのみ太郎、チンピラ）
- 片田舎のおっさん、剣聖になる（ガトガ・ラズオーン）
- 機動戦士Gundam GQuuuuuuX
- 最強の王様、二度目の人生は何をする?（ジョージ）
- カラオケ行こ!（ヤマハの兄貴）

### 劇場アニメ
1999年
- こちら葛飾区亀有公園前派出所 THE MOVIE（現場監督）

2003年
- こちら葛飾区亀有公園前派出所 THE MOVIE2 UFO襲来! トルネード大作戦!!（自転車の人）

2004年
- 雲のむこう、約束の場所（有坂）
- 長編アニメーション映画 良寛さん（鵲斉、船頭A、五助の父、旅人2、老人）
- DEAD LEAVES（一般人、警官A）

2005年
- 劇場版 テニスの王子様 二人のサムライ The First Game（忍足侑士）
- 劇場版 テニスの王子様 跡部からの贈り物 君に捧げるテニプリ祭り（忍足侑士）

2007年
- ピアノの森

2008年
- HELLS ANGELS（マリオ）

2011年
- 劇場版 テニスの王子様 英国式庭球城決戦!（忍足侑士）
- 鋼の錬金術師 嘆きの丘の聖なる星（ハーシェル中佐 / アシュレイ・クライトン）

2012年
- 青の祓魔師 ―劇場版―（劉成龍）
- ジュエルペット スウィーツダンスプリンセス（キング）
- チベット犬物語 〜金色のドージェ〜（ファジェ）
- ねらわれた学園（斉藤先生）

2013年
- はなかっぱ 花さけ!パッカ〜ん♪ 蝶の国の大冒険（ひまごろう）
- 劇場版 HUNTER×HUNTER 緋色の幻影（フランクリン）

2015年
- 劇場版 蒼き鋼のアルペジオ -アルス・ノヴァ- DC（クルツ・ハーダー）

2017年
- 劇場版 ソードアート・オンライン -オーディナル・スケール-（倉橋）

2018年
- テニスの王子様 BEST GAMES!! 手塚 vs 跡部（忍足侑士）

2020年
- 劇場版 ヴァイオレット・エヴァーガーデン（ディートフリート・ブーゲンビリア）

2021年
- 劇場版オトッペ パパ ・ドント・クライ（フレイミー、ウッドウッド、ブックラーノ）
- 劇場版 Free!-the Final Stroke- 前編（ミハイル）

2022年
- 劇場版 Free!-the Final Stroke- 後編（ミハイル）

2023年
- BLUE GIANT（天沼）
- 鬼太郎誕生 ゲゲゲの謎（水木）

2024年
- 劇場版 オーバーロード 聖王国編（グスターボ・モンタニェス）

### OVA
1997年
- フォトン（トトラ、船長、砂族B）

1998年
- 新・男樹（若者、受刑者）
- HUNTER×HUNTER パイロット版（村人）

2001年
- R.O.D -READ OR DIE-（ディビット）

2002年
- ヨコハマ買い出し紀行 -Quiet Country Cafe-（男）

2006年
- CLUSTER EDGE Secret Episode（エマタイト・ラムスベック）
- テニスの王子様 Original Video Animation 全国大会篇（忍足侑士）

2009年
- 家庭教師ヒットマンREBORN! ジャンプスーパーアニメツアー2009 ボンゴレ式修学旅行、来る! THE COMPLETE MEMORIAL（笹川了平）

2014年
- テラフォーマーズ「バグズ2号編」（小町小吉）

### Webアニメ
- あじむ 〜海岸物語〜（2001年、サラリーマン）
- 戦慄のミラージュポケモン（2006年、ドクターユング）
- ホイッスル!（ボイスリメイク版）（2016年、松下左右十[58]、将の父）
- B: The Beginning（2018年、デッド・カイル）
- PLUTO（2023年、ブランド[59]）
- 餓狼伝: The Way of the Lone Wolf（2024年、多聞史人[60]）

### ゲーム
- 家庭教師ヒットマンREBORN! シリーズ（笹川了平）
- テニスの王子様 シリーズ（忍足侑士）

2001年
- FEVER4 SANKYO 公式パチンコシミュレーション

2002年
- 真・女神転生 デビルチルドレン 黒の書・赤の書（アゼル）
- ジョジョの奇妙な冒険 黄金の旋風（スクアーロ、メローネ、スコリッピ、サーレー、ベイビィ・フェイス）
- Dr.リンにきいてみて! 〜恋のハッピーフォーシーズン〜（月丘エディ）

2003年
- あしたのジョー 〜まっ白に燃え尽きろ!〜（リングアナ、白木家の給仕、大洋ジム会長、記者）
- DEAR BOYS Fast Break!（佐久本直人）
- ホイッスル！第37回東京都中学校総合体育サッカー大会（佐藤成樹）
- ホイッスル！〜吹き抜ける風〜（佐藤成樹）

2004年
- フルハウスキス（安藤征志）

2005年
- TOUGH DARK FIGHT（アラン・ストロード）
- ふしぎの海のナディア〜Inherit the Bluewater〜（アンドリュー）
- Rhapsodia（アンダルク・ベルグマン、スティール）

2006年
- 遊☆戯☆王デュエルモンスターズGX タッグフォース（一般教師）

2007年
- 遊☆戯☆王デュエルモンスターズGX タッグフォース2（一般教師）

2008年
- 幻想水滸伝ティアクライス（クーガ）
- 遊☆戯☆王デュエルモンスターズGX タッグフォース3（一般教師）

2009年
- サンデーVSマガジン 集結!頂上大決戦

2010年
- エンド オブ エタニティ（ユリス）
- こちら葛飾区亀有公園前派出所 勝てば天国!負ければ地獄! 両津流 一攫千金大作戦!（亀田則正）

2011年
- 頭文字D ARCADE STAGE 6 AA（北条豪）
- テイルズ オブ エクシリア（ウィンガル）

2012年
- UNDER NIGHT IN-BIRTH（メルカヴァ）
- グラナド・エスパダ（J.D.）
- タイムトラベラーズ（速水護）
- テイルズ オブ エクシリア2（ウィンガル）
- ヒーローズファンタジア（黒〈ヘイ〉）

2013年
- 神撃のバハムート（ユリウス）
- ダンボール戦機ウォーズ（大門ジョセフィーヌ）
- 花咲くまにまに（浅野長政）

2014年
- UNDER NIGHT IN-BIRTH Exe:Late（メルカヴァ）
- NARUTO -ナルト- 疾風伝 ナルティメットストームレボリューション（うちはシスイ）
- はじめの一歩 THE FIGHTING!（デビッド・イーグル）

2015年
- UNDER NIGHT IN-BIRTH Exe:Late[st]（メルカヴァ）
- ジョジョの奇妙な冒険 アイズオブヘブン（ホル・ホース）
- 新テニスの王子様 〜Go to the top〜（忍足侑士）
- テラフォーマーズ 紅き惑星の激闘（小町小吉）

2016年
- イース VIII -Lacrimosa of DANA-（サハド）
- Shadowverse（グリフォンナイト、バロール、レヴィオンデューク・ユリウス）
- テイルズ オブ アスタリア（ウィンガル）
- NARUTO -ナルト- 疾風伝 ナルティメットストーム4（うちはシスイ）
- HalfBlood‐境界で揺れる恋（鳳ヒョウゴ）

2017年
- グランブルーファンタジー（2017年 - 2023年、ユリウス 、フェルッチオ）
- バイオハザード7 レジデントイービル（イーサン・ウィンターズ）

2018年
- アサシン クリード オデッセイ（ヒポクラテス）
- 絶体絶命都市4Plus -Summer Memories-（霧島瞬）

2019年
- DAYS GONE（カルロス）

2020年
- プリンセスコネクト！Re:Dive（2020年 - 2022年、ゴウシン）
- ジョジョの奇妙な冒険 ラストサバイバー（2020年 - 2022年、ホル・ホース）
- ジョジョのピタパタポップ（ホル・ホース）

2021年
- はじめの一歩 FIGHTING SOULS（デビット・イーグル）
- バイオハザード ヴィレッジ（イーサン・ウィンターズ）

2022年
- ドラゴンクエストX オンライン（ヴィゴレー王）
- ジョジョの奇妙な冒険 オールスターバトルR（ホル・ホース）

2023年
- BLUE PROTOCOL（プレイヤー）

### ドラマCD
- 赤髪の白雪姫（セイラン卿）※『月刊LaLa』2018年7月号ふろくドラマCD
- 暁の護衛〜伝えるべきこと〜（朝霧海斗）
- あっくんとカノジョ（荘圭太[86]）
- MとNの肖像（担任）
- タイムラグ（生徒）
- バラエティCD 天下一★戦国LOVERS -越後の花-（上杉景勝）
- ハンター×ハンター キャラクタードラマCD Vol.2 クラピカ（バショウ）
- 東京探偵姫〜残光の剣士・沖田総司（月光鬼）
- バイトでウィザード（男性、新郎）
- BRAVE10（海野六郎）
- 燃えろ!青空学園 青春部（仮）（高知公冶）
- ヨコハマ買い出し紀行（おじさん）
- おジャ魔女どれみ17（八巻六郎）

### BLCD
- イルゲネス -The Genetic Sodom ILEGENES-（フォン・フォーティンブラス）
- 絆〜KIZUNA〜 3（番頭）
- 子供たちの長い夜 毎日晴天! 6（ヤス）
- 仔羊捕獲ケーカク!（浜野）
- ラブ&トラスト（和田塚智）

### 吹き替え

#### 担当俳優
ポール・ラッド
- マーベル・シネマティック・ユニバース（2015年 - 2023年、スコット・ラング / アントマン）
  - アントマン
  - シビル・ウォー/キャプテン・アメリカ
  - アントマン&ワスプ
  - アベンジャーズ/エンドゲーム
  - ホワット・イフ...?
  - アントマン&ワスプ:クアントマニア

- 思いやりのススメ（2016年、ベン・ベンジャミン）
- ビトウィーン・トゥ・ファーンズ: ザ・ムービー（2019年、本人役）
- 僕と生きる人生（2019年、マイルズ・エリオット、マイルズ・エリオットのクローン）
- 小さな世界（2020年、ナレーション）
- ゴーストバスターズシリーズ（2022年 - 2024年、ゲイリー・グルーバーソン）
  - ゴーストバスターズ/アフターライフ
  - ゴーストバスターズ/フローズン・サマー

- ミュータント・タートルズ:ミュータント・パニック!（2023年、モンド・ゲッコー）
- 解明!神秘なるオクトパスの世界（2024年、ナレーション）

#### 映画（吹き替え）
2004年
- フランケンシュタイン（大道芸師）

2005年
- ティム・バートンのコープスブライド（ビクター・バン・ドート）
- トップガン（スライダー〈リック・ロソヴィッチ〉） ※ソフト版

2006年
- ナルニア国物語/第1章: ライオンと魔女（大人のピーター・ペペンシー〈ノア・ハントリー〉）

2013年
- ワールドテレショップ（ギラード、チップ、男1、紳士）

2015年
- FRANK -フランク-（フランク〈マイケル・ファスベンダー〉）

2016年
- トランスポーター イグニション（カラゾフ〈ラシャ・ブコヴィッチ〉）
- ピエロがお前を嘲笑う（マックス〈エリアス・ムバレク〉）
- ヒットマン:エージェント47（ジョン・スミス〈ザカリー・クイント〉）

2017年
- スノーデン（グレン・グリーンウォルド〈ザカリー・クイント〉）

2018年
- Mute/ミュート（ダック〈ジャスティン・セロー〉）

2020年
- スパロークリーク 野良犬たちの長い夜（ギャノン〈ジェームズ・バッジ・デール〉）

2021年
- モキシー 〜私たちのムーブメント〜（デイヴィス先生〈アイク・バリンホルツ〉）

2022年
- ライズ～コートに輝いた希望（パコ〈クリストス・ルーリス〉）
- レジェンド・オブ・ドラゴン 鉄仮面と龍の秘宝（ジョナサン・グリーン〈ジェイソン・フレミング〉）

2023年
- search/#サーチ2（ケヴィン・リン〈ケン・レオン〉）

2024年
- ザ・キラー ジョン・ウー/暗殺者の挽歌（セー〈オマール・シー〉）
- 全部ベームのせい（マティアス〈シュテファン・ルカ〉）
- 無名（渡部〈森博之〉）

#### ドラマ
2005年
- トワイライト・ゾーン（ジミー〈ジョン・リアドン〉）

2006年
- 恋するアンカーウーマン（ラッセル）
- ロビン・フッド（兵隊）

2007年
- 24 -TWENTY FOUR- シーズン6（マイク・ドイル捜査官〈リック・シュローダー〉）

2012年
- PAN AM/パンナム（ニコ・ロンザ〈ゴラン・ヴィシュニック〉）
- ブラザーズ&シスターズ シーズン2
- ボディ・オブ・プルーフ 死体の証言（ピーター・ダンロップ〈ニコラス・ビショップ〉）

2016年
- ラッシュアワー（ジョナサン・リー〈ジョン・フー〉）

2017年
- 24:レガシー（アンディ・シャロウィッツ〈ダン・ブカティンスキー〉）
- ブラック・ミラー シーズン4 #4（レミー〈ジョージ・ブラグデン〉）
- ブレイクアウト・キング（ロイド〈ジミ・シンプソン〉）

2018年
- リーサル・ウェポン シーズン1 #5（チャド・ジャクソン〈マイケル・レイモンド＝ジェームズ〉）

2019年
- アンブレラ・アカデミー（ルーサー〈トム・ホッパー〉　ナレーション、ジム・ヘラーマン）
- キリング・イヴ/Killing Eve　シーズン2 #8（ダニー）
- GONE/ゴーン シーズン1（ジョン・ビショップ〈ダニー・ピノ〉）
- サーヴァント ターナー家の子守（ショーン・ターナー〈トビー・ケベル〉）
- NCIS: ニューオーリンズ シーズン5 ＃12（ジョン・マニング）
- BULL / ブル 法廷を操る男 シーズン2 #19（ジム・グレイソン〈ネイサン・ダロウ〉）
- レイジング・ディオン（パット〈ジェイソン・リッター〉
- ロマノフ家の末裔 〜それぞれの人生〜 第8話「すべてを持つ者」（ジャック〈JJ・フィールド〉）

2020年
- グレイズ・アナトミー シーズン16 #19（ウィンストン・ンドゥグ〈アンソニー・ヒル〉）
- ザ・ルーキー 40歳の新米ポリス!? #2（スコット・リグリー巡査）

2021年
- ヴィンチェンツォ
- グレイズ・アナトミー シーズン16 #19（ウィンストン・ンドゥグ〈アンソニー・ヒル〉）
- BULL / ブル4 法廷を操る男 #18（ウォルター）

2022年
- ある告発の解剖（ジェームズ・ホワイトハウス〈ルパート・フレンド〉）
- オビ＝ワン・ケノービ（フィフス・ブラザー〈サン・カン〉）
- プリティ・リトル・ライアーズ ORIGINAL SIN（トム・ビーズリー〈エリック・ジョンソン〉）

2023年
- ファイア・カントリー（マニー・ペレス〈ケビン・アハンドロ〉）

2024年
- シタデル ハニー バニー（バニー〈ヴァルン・ダワン〉）
- ダーク・マター（ジェイソン〈ジョエル・エドガートン〉）
- ロスト: ゾウズ・フー・キル（フレデリク・ハウゴー〈シモン・セアルス〉）

2025年
- トゥルークライム・ショー: 殺人狂騒曲（マット〈トム・ベイトマン〉）

#### アニメ
- あっちいって ユニコーン!（パパ）
- エリアス ちいさなレスキューせん（フィッシュストア）
- ケンタウロスワールド（ダープルトン）
- サウスパーク（ギャリソン先生）※FOX版
- シザー・セブン（マッド・ワン）
- スター・ウォーズ 反乱者たち（ブラザー・フィフス）
- ロッコーのモダンライフ 〜ハイテクな21世紀〜

### デジタルコミック
- VOMIC 家庭教師ヒットマンREBORN!（笹川了平）
- 京都寺町三条のホームズ（2022年、上田）

### 特撮
- 動物戦隊ジュウオウジャー（2016年、サグイルブラザーズの声）

### ラジオ
※はインターネット配信。
- ＋青春ラヂオ＋秀兄ぃのほな、いくで!!（2003年 - 2011年、青春ラジオ.com※）
- テニスの王子様 オン・ザ・レイディオ（2007年 - 2011年、文化放送、マンスリーパーソナリティー）
- 津田健次郎・木内秀信 夜のチラリズム（2007年、ラジオ大阪）
- DARKER THAN BLACK -黒の契約者- インターネット・ラジオ・スペシャル 『25番目の星が流れる前に』（2007年、アニメイトTV※）
- 昼ダラ（携帯ラジオ※）
- DARKER THAN BLACK BACKSTAGE PASS（2009年 - 2010年、DARKER THAN BLACK -流星の双子-公式サイト※）
- 新テニスの王子様 オン・ザ・レイディオ（2012年 - 、文化放送、マンスリーパーソナリティー）
- テラフォーマーズラジオ ヒゲとボインが地球を救う！（2016年、HiBiKi Radio Station※）
- 木内秀信のほな、いくで!!（2017年 - 、ラジオ関西（終了）、ニコニコチャンネル※）

### 映画
- ザ・ファブル（2019年、声の出演）

### CM
- ミツカン「しゃぶしゃぶのたれ ごましゃぶ」（顔出し）
- サンヨー食品「ポケモンヌードル」（ナレーション）
- GUNSLINGER GIRL Volume.I（ナレーション）
- フジテレビ系ドラマ「モンテ・クリスト伯 -華麗なる復讐-」予告（ナレーション）

### 映像商品
- 家庭教師ヒットマンREBORN!
  - 家庭教師ヒットマンREBORN! ボンゴレ最強のカルネヴァーレ 2008 in 中野サンプラザ
  - 家庭教師ヒットマンREBORN! ボンゴレ最強のカルネヴァーレ 2009 -横浜にヴァリアー現る-
  - 家庭教師ヒットマンREBORN! ボンゴレ最強のカルネヴァーレ3 〜白蘭・入江参戦! in 東京〜
  - 家庭教師ヒットマンREBORN! ボンゴレ最強のカルネヴァーレ3 〜白蘭・入江参戦! in 東京・名古屋・神戸〜
  - 家庭教師ヒットマンREBORN! ボンゴレ最強のカルネヴァーレ4 RED
  - 家庭教師ヒットマンREBORN! ボンゴレ最強のカルネヴァーレ4 BLUE
  - 家庭教師ヒットマンREBORN! ボンゴレ究極のカルネヴァーレ!!!!!
- テニスの王子様
  - テニスの王子様 100曲マラソン
  - テニプリフェスタ2009
  - テニプリフェスタ2011 in 武道館
  - テニプリフェスタ2013
  - テニプリフェスタ2016〜合戦〜
  - テニプリ BEST FESTA!! 青学 vs 氷帝

### その他コンテンツ
- TOYOTA Ha:mo コンセプト映像『約束への道』
- 「チャレンジ4年生」（なおさん〈真壁尚行〉）

## ディスコグラフィ

### インディーズ
|          | 発売日        | タイトル | 規格品番 |
| -------- | ------------- | -------- | -------- |
| アルバム | 2013年12月6日 | 桜の花   | BFTA-3   |

### キャラクターソング
☆は木内本人が作詞作曲を、★は作詞と作曲のいずれかを手掛けた楽曲。
- おねがいマイメロディ 〜くるくるシャッフル!〜 キャラクターソングアルバム Boys（王様）
- 家庭教師ヒットマンREBORN! 
  - 家庭教師ヒットマンREBORN! キャラクターシングルCD 第二弾 「孤高のプライド/極限ファイター」（笹川了平）
  - 家庭教師ヒットマンREBORN! キャラクターシングルCD 第三弾 「Horizon/晴れた空見上げて」（笹川了平）☆　「晴れた空見上げて」の作詞作曲を担当。
  - 家庭教師ヒットマンREBORN! キャラクターアルバム SONG "RED" 〜famiglia〜（笹川了平）☆　収録曲「また明日！」の作詞作曲を担当。
- テニスの王子様シリーズ
  - CRAFTY（忍足侑士）
  - 眼鏡をはずす夜（忍足侑士）☆
  - て〜つなご。（忍足侑士）☆
  - バレンタイン・キッス（忍足侑士 with 氷帝学園中）
  - 結晶 〔アルバム〕（忍足侑士）☆★　「銀の剣」「カタルシス」の作詞、「くせもの」「MEBACHIKO」「眼鏡をはずす夜〜眼鏡's Version〜」「瞳を閉じて」の作詞作曲を担当。
  - YOU SEE?〔アルバム〕（忍足侑士）☆　全収録曲の作詞作曲を担当。
  - THE PRINCE OF TENNIS II HYOTEI SUPER STARS〔学校別アルバム〕（忍足侑士）
  - Moon Ambition（忍足侑士）☆
  - ハッピーサマーバレンタイン（忍足侑士）
  - Gather（青と瓶と缶）
  - Wonderful days /メラメラ（プルタブと缶）
  - Go!Go!眼鏡's（眼鏡's）☆
  - A気持（忍足侑士）☆
  - キラ★キラ眼鏡's（眼鏡's）☆
  - 真夏の眼鏡's（眼鏡's）☆
  - 踊りませんか？眼鏡's（眼鏡's）☆
  - さよなら…眼鏡's（眼鏡's）☆
  - 蝶番〔アルバム〕（眼鏡's）☆　全収録曲の作詞作曲を担当。
  - メガネ☆セブン（メガネ☆セブン）☆
  - メガネ☆パーティー（メガネ☆セブン）☆
  - メガネ☆オトコ（メガネ☆セブン）☆
  - メガネ☆アフロ（メガネ☆セブン）☆
  - メガネ☆アクト（メガネ☆セブン）☆
  - メガネ☆アルキ（メガネ☆セブン）☆
  - メガネ☆ダラケ（メガネ☆セブン）☆
  - Dear My Songs〔ミニアルバム〕（不二周助）★　収録曲「ぼくらのキセキ」の作曲を担当。
- Dr.リンにきいてみて! ハッピー歌コレクション（月丘エディ）
- ホイッスル! DOUBLE WIND（桜上水中学校校歌）

### その他参加作品
- 夜のチラリズム（チラリーズ）
- 青春ラヂオ 「これもラブソング」
- Island AZU 〜feeling A to Z〜（木内秀信）★　「冷凍団地妻」の作詞を担当。

### シリーズ一覧
1. ↑  第1作（2001年 - 2003年）、第2作『新テニスの王子様』（2012年）、第3作『新テニスの王子様 U-17 WORLD CUP』（2022年）
2. ↑  第1期（2005年 - 2006年）、第2期『〜くるくるシャッフル!〜』（2006年 - 2007年）、第3期『すっきり♪』（2007年 - 2008年）、第4期『きららっ★』（2008年 - 2009年）
3. ↑  第1シリーズ（2009年）、第2シリーズ『てぃんくる☆』（2010年 - 2011年）、第3シリーズ『サンシャイン』（2011年 - 2012年）、第4シリーズ『きら☆デコッ！』（2012年 - 2013年）、第5シリーズ『ハッピネス』（2013年 - 2014年）、第7シリーズ『マジカルチェンジ』（2015年）
4. ↑  第2期『続 夏目友人帳』（2009年）、第4期『肆』（2012年）
5. ↑  第2期『ゆめキラドリーム』（2013年）、第4期『GO-GO たまごっち!』（2014年）
6. ↑  第1期（2014年）、第2期『リベンジ』（2016年）
7. ↑  第1期（2014年 - 2015年）、第2期『100』（2015年 - 2016年）、第3期『DDD』（2016年 - 2017年）、第4期『X』（2017年）
8. ↑  第1期（2014年）、第2期『来訪者編』（2020年）
9. ↑  第2期『戒めの復活』（2018年）、第3期『神々の逆鱗』（2019年）